# Länsväg 314
De Zweedse weg 314 (Zweeds: Länsväg 314) is een provinciale weg in de provincies Jämtlands län en Västernorrlands län in Zweden en is circa 42 kilometer lang.

## Plaatsen langs de weg
- Ytterhogdal
- Härjedalen

## Knooppunten
- E45 bij Ytterhogdal (begin)
- Länsväg 315 (einde)